# مگس‌گیر-سینه‌سرخ شکم‌لیمویی
مگس‌گیر-سینه‌سرخ شکم‌لیمویی (نام علمی: Microeca flavigaster) گونه‌ای از پرندگان تیرهٔ سینه‌سرخان استرالزی (Petroicidae) است. زیستگاه طبیعی آن که در استرالیا، اندونزی و پاپوآ گینه نو یافت می‌شود، جنگل‌های جلگه‌ای نمناک نیمه‌گرمسیری یا گرمسیری و جنگل‌های حرا نیمه‌گرمسیری یا گرمسیری است.
این گونه از رودخانه آورد در غرب تا کوئینزلند ساحلی را دربر می‌گیرد و در جنگل‌های حرا، جنگل‌های مانگرو، جنگل‌های باتلاقی پوست‌کاغذی و درختزارها یافت می‌شود.